# Filibus (film)
Pour les articles homonymes, voir Filibus.
Pour plus de détails, voir Fiche technique et Distribution.
Filibus, sous-titré Il misterioso pirata del cielo (le mystérieux pirate du ciel), est un film muet italien réalisé par Mario Roncoroni sorti en 1915.
Le film raconte les aventures d'une pirate des airs nommée Filibus. Il porte pour la première fois le lesbianisme sur le grand écran, quinze bonnes années avant le film Cœurs brûlés où Marlene Dietrich embrasse une femme.
Le personnage de Filibus s'inspire du gentleman cambrioleur Rocambole, personnage des romans de l'écrivain français Pierre Alexis Ponson du Terrail.

## Synopsis

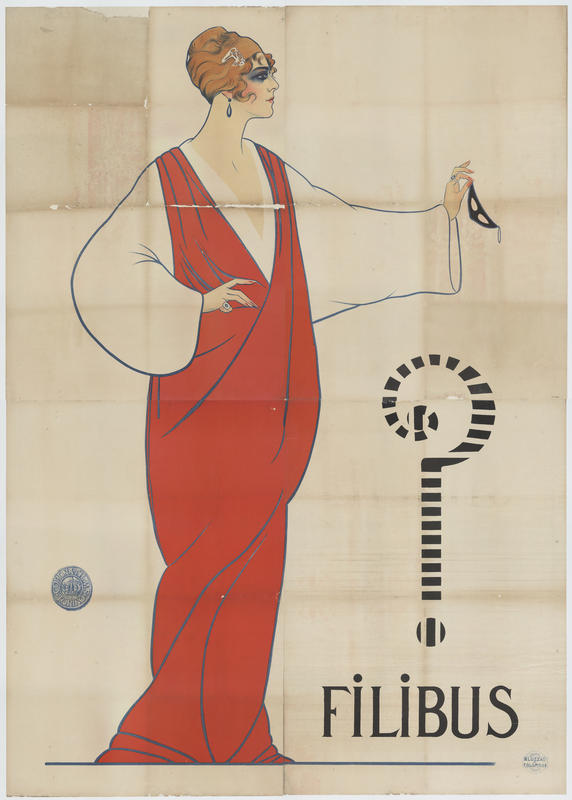
Filibus dans une affiche de 1915

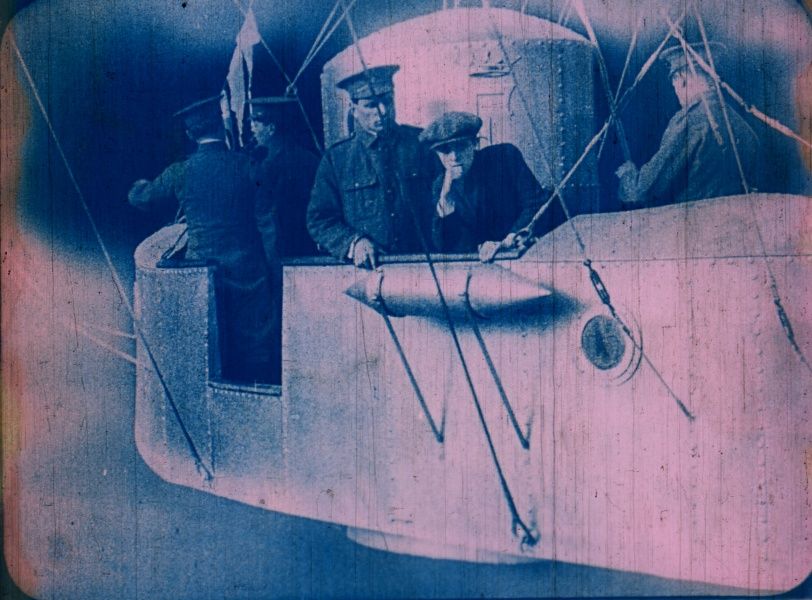
Filibus dans son dirigeable

La voleuse Filibus terrorise la Sicile depuis son dirigeable en réussissant à voler de grandes quantités d'argent. Elle échappe à la capture quand le détective Hendy découvre que Filibus est la baronne de Croixmonde.

## Fiche technique
- Titre original : Filibus
- Réalisation : Mario Roncoroni
- Scénario : Giovanni Bertinetti
- Photographie : Luigi Fiorio
- Société(s) de production : Corona Film
- Société(s) de distribution : Corona Film (1915), Milestone Film & Video (2018)
- Pays d'origine :  Royaume d'Italie
- Format : noir et blanc — 35 mm — 1,33:1 — muet
- Genre : aventures
- Durée : 76 minutes
- Dates de sortie :
  - Royaume d'Italie : mars 1915

## Distribution
- Valeria Creti : baronne de Croixmonde / Filibus / comte de la Brive
- Giovanni Spano : détective Kutt Hendy
- Cristina Ruspoli : Leonora
- Mario Mariani : officier de police
- Filippo Vallino

## Redécouverte
Ce film est tombé dans l'oubli, avant qu'une copie complète de 70 minutes avec sous-titres en néerlandais ne soit retrouvée en 1988 dans la collection Desmet du Nederlands Filmmuseum. Cette version est projetée la même année au festival du film muet de Pordenone.